# 康科德鎮區 (內布拉斯加州迪克森縣)
康科德鎮區（英語：Concord Township）是位於美國內布拉斯加州迪克森縣的一個行政鎮區。

## 地方資料
康科德鎮區的面積為92.87平方千米，當中陸地面積為92.85平方千米，而水域面積為0.02平方千米。根據2020年美國人口普查的數據，當地共有人口329人，而人口密度為每平方千米3.54人。